# Bisdom Comodoro Rivadavia

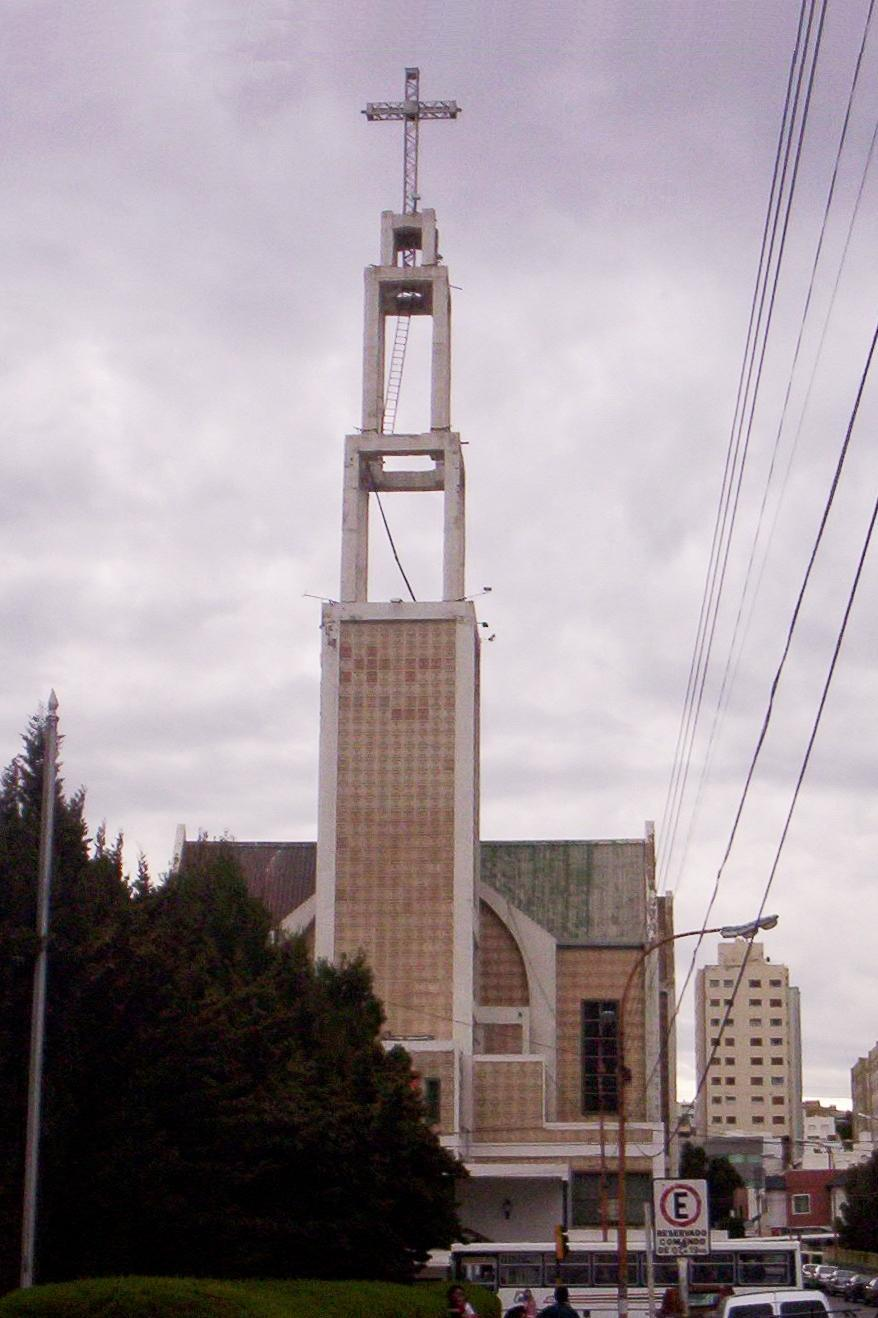
Don Boscokathedraal van Comodoro Rivadavia

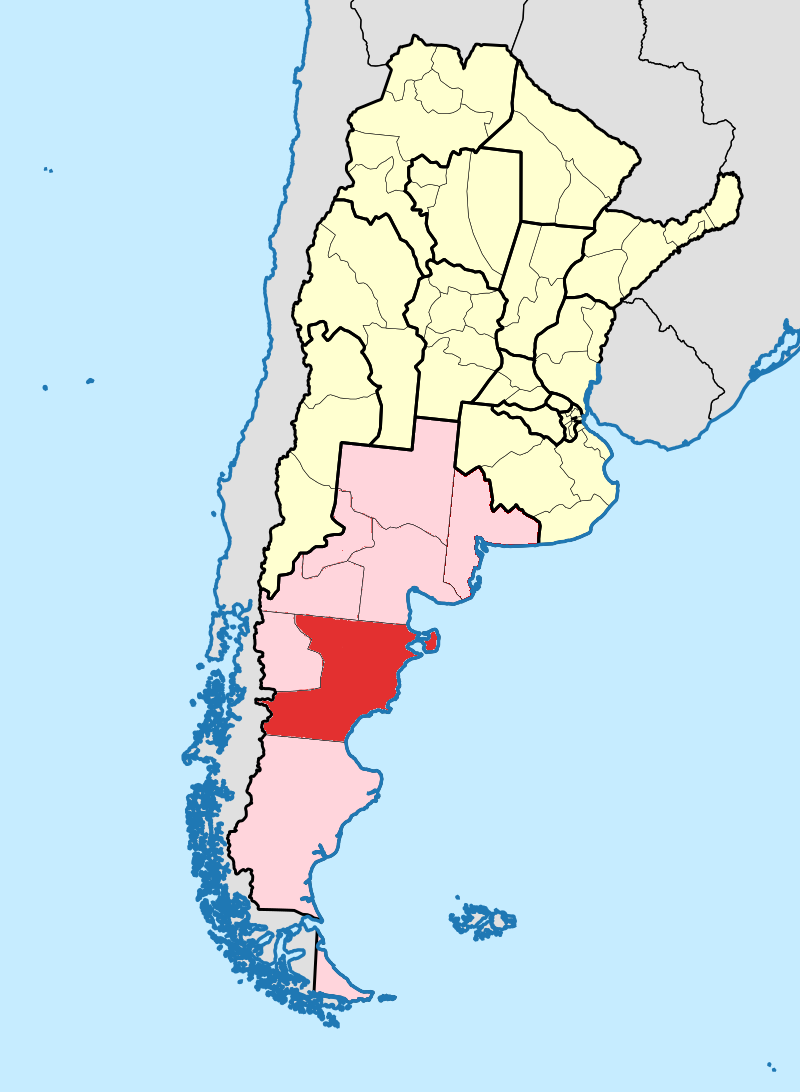
Het bisdom (rood) binnen de kerkprovincie Bahía Blanca

Het Bisdom Comodoro Rivadavia (Latijn: Dioecesis Rivadaviae) in Argentinië werd gesticht op 11 februari 1957 (de bul "Quandoquidem adoranda") en losgemaakt uit het bisdom Viedma. Het is suffragaan aan het aartsbisdom Bahía Blanca. De bisschopszetel staat in Comodoro Rivadavia, dat tevens de grootste stad in de Patagoonse provincie Chubut is. Op 10 april 1961 raakte het bisdom Comodoro Rivadavia enkele gebieden kwijt aan het nieuwe bisdom Río Gallegos. In 1964 telde het diocees Comodoro Rivadavia circa 170.000 gelovigen (91,9% van de gehele bevolking). Deze werden verzorgd in 17 parochies door 38 priesters (waarvan 5 wereldheren) en 56 zusters. In 2019 telde het diocees ruim 490.000 katholieken (circa 77,4% van de gehele bevolking), verdeeld in 29 parochies met 39 priesters en 44 zusters.
De eerste vier bisschoppen waren allen Salesianen van Don Bosco. De kathedraal draagt de titel van Don Bosco, en is patroonheilige van het hele bisdom. Het hele bisdomsgebied is ontstaan als missiegebied van de salesianen. De vijfde bisschop Bressanelli was de eerste niet-salesiaan. Hij behoort tot de Priestercongregatie van het Heilig Hart van Jezus van Leo Dehon.

## Bisschoppen
- 1957-1963: Carlos Mariano Pérez Eslava SDB
- 1964-1974: Eugenio Santiago Peyrou SDB
- 1975-1992: Argimiro Daniel Moure Piñeiro SDB
- 1993-2005: Pedro Luis Ronchino SDB
- 2005-2010: Virginio Domingo Bressanelli SCJ
- 2010-heden: Joaquín Gimeno Lahoz